# Jutro się policzymy, kochanie
Jutro się policzymy, kochanie (cz. Zítra to roztočíme, drahoušku…!) – czechosłowacka komedia filmowa z roku 1976 w reżyserii Petra Schulhoffa. Jej kontynuacją jest film Wiedzą sąsiedzi, jak kto siedzi z roku 1980.

## Opis fabuły
Perypetie dwóch sąsiadujących i rywalizujących ze sobą rodzin: Nováków i Bartáčków. 

## Obsada
- Miloš Kopecký jako Evžen Novák
- Stella Zázvorková jako Božena Nováková
- Luděk Sobota jako René Novák
- Iva Janžurová jako Alena Bartáčková
- František Peterka jako Karel (Kája) Bartáček
- Dagmar Veskrnová jako Naďa Kovalová, siostrzenica Aleny
- Hana Čížková jako przyjaciółka René Nováka
- Petr Nárožný jako pracownik działu personalnego
- Helena Růžičková jako sprzątaczka Hortenzie
- Václav Trégl jako sąsiad
- Raoul Schránil jako główny kelner
- Josef Hlinomaz jako taksówkarz
- Vladimír Hrubý jako sprzedawca